# Kongens Tisted Kirke
Kongens Tisted Kirke ligger i landsbyen Kongens Tisted 8 km sydøst for Aars.
På nordsiden af skibet ved hjørnet mod koret findes en skakbrætsten med 8 vandrette og 10-13 lodrette rækker.